# Stanisław Bohusz
Stanisław Wołodymyrowycz Bohusz, ukr. Станiслав Володимирович Богуш (ur. 25 października 1983 w Zaporożu, Ukraińska SRR) – ukraiński piłkarz, grający na pozycji bramkarza.

## Kariera piłkarska

### Kariera klubowa
Jest wychowankiem szkoły piłkarskiej SDJuSzOR Metałurh (trenerzy – Eduard Tymoszenko, Wałentyn Hryshyn). Występował w klubach Metałurh Zaporoże oraz Metałurh-2 Zaporoże. W Wyższej Lidze debiutował 14 marca 2004 roku w meczu z Dnipro Dniepropietrowsk (0:0).
Od sierpnia 2008 roku jest bramkarzem klubu Dynamo Kijów. W pierwszych że meczach wykazał się dobrą postawą i zajął miejsce podstawowego bramkarza, które do tej pory wiele lat należało do Szowkowskiego. Potem w marcu 2010 przeniósł operację, po czym długo rehabilitował się. Latem 2013 został wolnym agentem. W połowie października 2013 podpisał kontrakt z Arsenałem Kijów. Po rozformowaniu Arsenału, 29 stycznia 2014 podpisał 1,5-letni kontrakt z Worskłą Połtawa. W maju 2016 po wygaśnięciu kontraktu opuścił połtawski klub.

### Kariera reprezentacyjna
Występował w reprezentacjach juniorskich i młodzieżowych Ukrainy. W reprezentacji U-19 rozegrał 5 meczów (4 gole), a w U-21 – 3 mecze (1 gol). 19 listopada 2008 debiutował w bramce reprezentacji Ukrainy w spotkaniu towarzyskim z Norwegią, wygranym 1:0.

## Sukcesy
- mistrz Ukrainy: 2009